# Jean II d'Antioche
 (mai 2011).
Si vous disposez d'ouvrages ou d'articles de référence ou si vous connaissez des sites web de qualité traitant du thème abordé ici, merci de compléter l'article en donnant les références utiles à sa vérifiabilité et en les liant à la section « Notes et références ».
Jean II, dit saint Jean des Sédré (Mor Yuhannon d'Sédré ou d'Sédraw), fut le quarante-deuxième patriarche d'Antioche selon l'Église syriaque jacobite, en fonction de 631 à sa mort le 14 décembre 648

## Biographie
Il se fit moine au monastère Mor Eusébhona entre Antioche et Alep, l'un des principaux centres d'étude de l'Église jacobite, et devint ensuite le secrétaire du patriarche Athanase Gamolo, qui le dépêcha notamment à la cour du roi Kavadh II en 628. Il succéda à Athanase après sa mort en juillet 631.
Son pontificat correspondit à la conquête de la Syrie et de la Mésopotamie par les musulmans. Le dimanche 9 mai 639 (ou 644), il eut un dialogue sur la question du christianisme avec Umayr ibn Sa'ad ibn Abi Waqqas al-Ansari, émir de la Jéziré (Haute-Mésopotamie) ; son argumentation fut couchée par écrit par Sévère, un de ses secrétaires (Lettre du patriarche Mor Jean concernant sa discussion avec l'émir des musulmans).
D'après la Chronique de Michel le Syrien (Livre 9, chap 8), Mar Jean fut à l'origine de la première traduction de l'Evangile en arabe.
Mar Jean des Sédré est aussi compté comme "Jean I", dans la mesure où il est le premier patriarche jacobite d'Antioche de ce nom.

## Œuvres
Ce patriarche composa des prières versifiées appelées sédré (au singulier sédro), qu'il intégra dans la liturgie et qui lui donnèrent son surnom. Neuf lui sont formellement attribuées, correspondant à des jours du calendrier liturgique. On connaît également de lui trois husoyé ou prières d'absolution, récitées pendant la consécration de l'Eucharistie.
Il a également laissé un traité doctrinal où il condamne les « phantasiastes » (c'est-à-dire les partisans de Julien d'Halicarnasse) et fait l'histoire de cette hérésie ; une homélie sur la consécration du saint chrême ; et une lettre adressée à Marutha de Tikrit,  datant du début de son pontificat.